# 薩桑德拉河

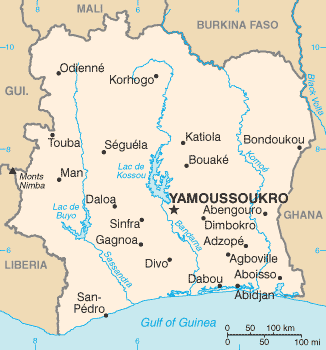

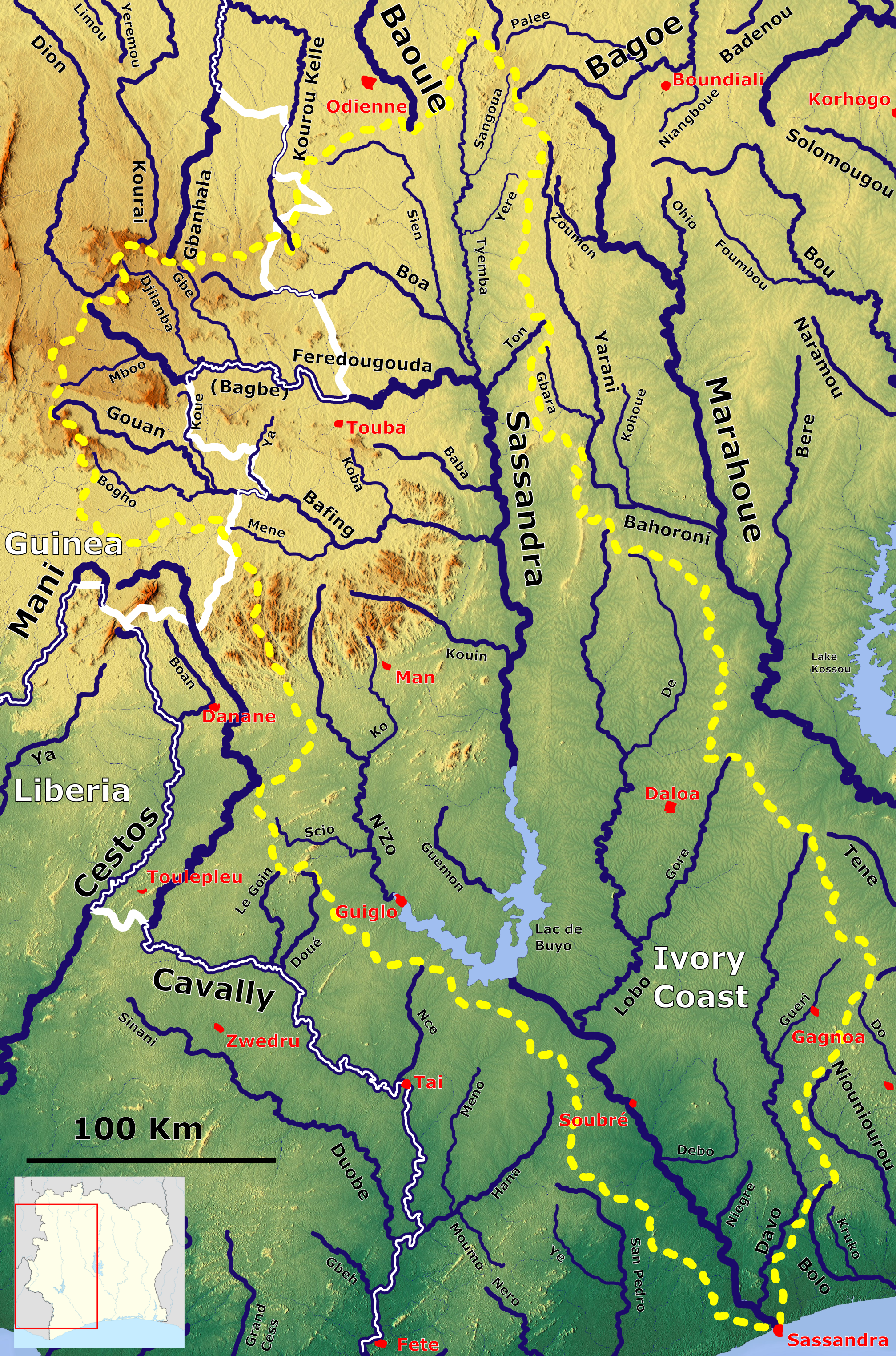
萨桑德拉河流域

薩桑德拉河（法語：Sassandra）是西非的河流，位於科特迪瓦西部，發源自該國西北部的高地，流經塔伊國家公園以東，最終在萨桑德拉注入畿內亞灣，河道全長650公里，流域面積約75,000平方公里。。
河名来自葡萄牙语，意为“圣安德烈河”，由葡萄牙探险家若昂·德·圣塔伦和佩德罗·埃斯科瓦尔在1471航行至该河河口时命名，后来该地名的讹传为Sassandra。